# Destiny's Child
Destiny’s Child (Destinis čajld) je bila američka ritam i bluz grupa koja je osvojila nagradu Gremi i koju su činile vodeća pevačica Bijonse Nouls uz Keli Rouland i Mišel Vilijams. Za vreme njenog postojanja grupa je izdala četiri studijska albuma i njihova četiri singla su bila broj jedan na američkoj top listi. Prodali su preko 50 miliona albuma širom sveta i postali su jedni od najbolje prodavanih izvođača u Americi. Svetska muzička organizacija za dodelu nagrada (engl. World Music Awards) im je dodelila tutulu najbolje ženske grupe svih vremena koja je prodala najviše albuma. Bilbord magazin je rangirao ovu grupu kao jednu od najboljih muzičkih trija svih vremena i 2008. godine je uvrstio na listu „All time Hot 100 Artist“.
Grupa je formirana 1990. godine u Hjustonu, Teksasu a članovi ove grupe su započeli svoje muzičke karijere još i pre nego što su postali tinejdžeri pod zajedničkim imenom „Girls Tajm“ u kojoj su bile Bijonse Nouls, Keli Rouland, La Tavia Robertson i Le Toja Laket. Posle nekoliko godina kada su većinom nastupale na manje poznatim mestima, potpisale su ugovor sa muzičkom kućom Kolumbia Rekords i promenili naziv grupe. Destinis Čajld su bile „lansirane“ u javnost posle objavljivanja njihovog drugog albuma „Rukopis na zidu“ sa singlovima „Bills, bills, bills“ i „Say my name“ koji su bili na prvom mestu američke top liste. I pored velikog komercijalnog uspeha, grupu su mučili interni konflikti i problemi sa zakonom u trenucima kada su La Tavia Robertson i Le Toja Laket pokušale da zavade grupu sa menadžerom Metju Noulzom. One su nedugo zatim napustile grupu kojoj su se u tom trenutku pridružile Vilijamsova i Fera Frenklin. Ipak, 2000. godine Franklin je takođe napustila grupu i ostao je trio.
Njihov treći album Srvajvr (engl. Survivor) koji je interpretiran od strane publike kao „kanal“ putem koga su članice grupe mogle da ispolje sve što su osećale u tom trenutku i podele svoja iskustva, je bio sastavljen od svetski poznatih hitova kao što su „Independent Women“, „Survivor“ i „Bootylicious“. Destinis Čajld su 2002. godine objavile razdvajanje grupe što je omogućilo svakoj od članica da započne solo karijeru.

## Izdavačka istorija

### 1990—1997: Počeci
Bijonse Nouls se 1990. godine upoznaje sa La Taviom Robertson za vreme audicije za formiranje ženskog benda. Oni se pridružuju grupi koja je bila osnovana u Hjustonu(Teksas). Grupa se bavila rep muzikom i igranjem. Keli Rouland, koja se preselila u kuću Noulzovih zbog porodičnih problema, takođe im se pridružuje 1992. godine. Originalni naziv ove grupe je bio Grls Tajm (engl. Girl's Tyme) i on je brojio šest članica. Ova grupa je doživela veliku medijsku pažnju u celoj Americi i R&B producent Ejm Frejžer (engl. Ame Frager) je doleteo u Hjuston kako bi se upoznao sa članicama grupe. On ih je doveo u svoj studio, The Plant Recording Studios u Severnoj Kaliforniji (engl. North California) gde su započeli rad. Bijonse je bila u glavnom fokusu jer je Frejžer smatrao da je upravo ona posedovala pravu ličnost i sposobnost za pevanje. Frejžer je ulagao velike napore kako bi Girls Tajm uspeli da potpišu ugovor sa nekom većom izdavačkom kućom. Deo njegove strategije je bilo i to da grupa doživi svoj prvenac u Star Search-u, najvećem show-u za talente na nacionalnoj televiziji u Americi u to doba. Međutim, grupa je izgubila na takmičenju jer su izabrali pogrešnu pesmu, prema navodima Bijonse Nouls. Oni su više repovali nego što su pevali pesmu.
Zbog poraza na ovom takmičenju, Metju Nouls (otac [Bijonse Nouls]) je svojom slobodnom voljom odvojio vreme kako bi pomogao grupi. On je smanjio broj članica grupe na četiri sa izuzetkom Le Toje Laket 1993. godine. Pored toga što su dosta vremena provodile u njihovoj crkvi u Hjustonu, grupa Girls Tajm je vežbala po dvorištima i naročito Hedlajners Salon-u (engl. Headliners Salon) koji je vodila Bijonsina majka. Grupa je vežbala svoju koreografiju i pevanje u salonu kada je on bio na Montrouz Bulevaru (engl. Montrose Boulevard) u Hjustonu i često su dobijali napojnice od mušterija. Za vreme škole, Girls Tajm je nastupala na lokalnim svirkama. Leti, Metju Noulz je organizovao kampove na kojima bi ih učio plesu i pevanju. Posle rigoroznih treninga grupa bi nastupala kao uvod za nastupe već poznatih bendova kao što su Es-Dablju-Vi (engl. SWV), Dru Hil (engl. Dru Hill) i Imačur (engl. Immature). Tina Noulz (engl. Tina Knowles) je kreirala odeću za grupu. Vernel Džekson (engl. Vernell Jackson) je takođe imao funkciju menadžera grupe kada je Tina bila na putu sa devojkama.
U početnim stadijumima razvoja, grupa Girls Tajm je menjala svoje ime u Nešto sveže (engl. Something Fresh), Kliše (engl. Cliché), Lutke (engl. The Dolls) i Sudbina (engl. Destiny). Potpisali su ugovor sa muzičkom kućom Elektra Rekords (engl. Elektra Records) pod imenom Destiny ali su dobile otkaz nekoliko meseci kasnije pre nego što su uspele da izdaju album. Potraga za muzičkom kućom i izdavanjem albuma je ostavila velike posledica na porodicu Noulz. Metju Noulz, koji je pre radio kao trgovac medicinskom opremom, je dao otkaz što je umanjilo prihode porodice na pola, a sveopšti pritisak je doveo do toga se Bijonsini roditelji razdvoje. Grupa je 1996. godine promenila ime koje je ostalo do kraja – 'Dete sudbine', i čiji je naziv uzet iz knjige Book of Isaiah. Metju Noulz je uspeo da dogovori ugovor sa muzičkom kućom Kolumbia Rekords 1997. godine. Te iste godine, grupa koja ja opisana da ima „unikatni kvalitet“, je snimila svoju prvu pesmu Killing Time koja je doživela premijeru na filmu Ljudi u crnom (engl. Men in Black) iz 1997. godine. Prvi singl ove grupe je bio „No, No, No“ i pojavio se 11. novembra 1997.

### 1998—2000: Proboj u karijeri i promena članica benda
Destinis čajld su izdali svoj prvi album (pod istoimenim nazivom) u Americi 17. februara 1998. Neki od producenata su bili Rob Fjuzan (engl. Rob Fusan), Džermein Dupri (engl. Jermaine Dupri) I Vajklif Džin (engl. Wyclef Jean). Album „Destiny's Child“ se popeo na šezdeset sedmo mesto na listi Billboard 200 i četrnaesto mesto na listi Billboard Top R&B/Hip-Hop Albums. Preko 500 000 primeraka ovog abluma je prodato u Americi koji je potom dobio i zlatni sertifikat of američke asocijacije RIAA – Recording Industry Association of America. Singl No, No, No i njegova remiksovana verzija su bili prodati u preko milion primeraka. 1998. godine grupa je dobila tri nagrade Soul Lady of Soul awards i prema Bijonsinim rečima album prvenac je doživeo veliki uspeh, iako je to bio neo-soul pravac i projekat koji je bio preozbiljan za njih u tom periodu.
Posle ovog albuma, Destinis čajld su prošili svoj tim producenata veoma zvučnim imenima kao što su Kevin Šikspir Brigs (engl. Kevin „She'kspere" Briggs) i Rodni Džerkins (engl. Rodney Jerkins). Album sa kojim su doživeli proboj na muzičkoj sceni je bio The Writing's on the Wall koji je imao svoju premijeru 27. jula 1999. godine. Glavni singl sa ovog albuma je bio Bills, Bills, Bills koji je dospeo na vrh liste Billboard Hot 100 i postao tako prvi američki singl koji se popeo na prvo mesto. Ovim albumom grupa Destinis čajld se predstavila široj publici. Treći singl Say My Name je bio ključ uspeha.
U decembru 1999. Le Toja Laket i La Tavia Roberston su pokušale da se odvoje od njihovog menadžera tvrdeći da je on prigrabio veliki deo njihovog profita i da je nepravično davao prednost Noulzovoj i Roulandovoj. Le Toja i La Tavia su prilikom snimanja video spota za pesmu Say My Name saznale da će se dve nove članice pridružiti njihovoj grupi i posle objave na TRL-u da one više nisu u grupi, jedino što im je u tom trenutku preostalo je bilo da napuste Destinis Čajld. Posle neuspešnog krivičnog postupka koji su ove dve pevačice vodile protiv Destinis Čajld, osnovale su grupu Anđel koja nija naišla na pozitivan publicitet. Mišel Vilijams (prateći vokal R&B pevačici Monik - engl. Monica) i Fera Frenklin (poznata glumica-pevačica) su bile nove članice koje su došle na upražnjena mesta. Posle pet meseci nastupa sa grupom, Fera Frenklin je morala da napusti grupu zbog nekoliko propuštenih promotivnih događaja i koncerata. Prema rečima Vilijamsove, Fera Frenklin nije mogla da se izbori sa stresom. Sa druge strane, Fera je izjavila da joj je nedostajalo to što nije imala nikakvu kontrolu nad stvarima koje su se odlučivale u grupi.
Destinis Čajld je u narednom periodu postala simbol nove tinejdžerske pop kulture i singl Say My Name je do danas ostao broj jedan singl. Naredna pesma „Jumpin Jumpin“ je bila na listi top-deset najvećih hitova i u ovom periodu Destinis čajld su već uveliko nastupali kao gosti na koncertima Britni Spirs (engl. Britney Spears) i Kristine Agilere (engl. Christina Aguilera).
Za film  Чарлијеви анђели (филм из 2000), Destinis čajld je snimila glavnu tematsku pesmu u oktobru 2000. godine. Pesma Independent Women Part 1 je ostala 11. nedelja na vrhu liste Billboard Hot 100 od novembra 2000. do januara 2001. godine.

### 2001—2003. Naredna izdanja i razjedinjavanje grupe
Grupa Destinis Čajld je u 2001. godini dobila nekoliko priznanja i to pre svega nagradu za Izvođača Godine i Duo/Grupu Godine (engl. Artist of the Year, Duo/Group of the Year) a zatim i nagradu za najbolji R&B/Soul album godine. Treći album Srvajvr (engl. Survivor) je izašao krajem 2001 godine. Bijonse je na ovom albumu više učestvovala nego pre, kao koproducent ali i kao tekstopisac. Samo u prvoj nedelji ovaj album je bio prodat u više od 663 000 primeraka. Prva tri singla „Independent Women“, „Survivor“ i „Bootylicious“ su bili top-tri singlovi u Americi ali i drugim zemljama. "
„8 Days of Christmas“ je bio naredni album koji se pojavio u oktobru 2001. godine. U februaru iste godine grupa Destinis čajld je dobila Gremi nagrade za „Najbolji R&B nastup jedne grupe“ (engl. Best R&B Vocal Performance by a Duo or Group) i „najbolju R&B pesmu“ (engl. Best R&B Song) kao i za pesmu Say My Name.
Nova kompilacija „This Is the Remix“ se pojavila u martu 2002. godine kako bi zaokupila pažnju fanova pre nego što se pojavi sledeći album.
Krajem 2000. godine grupa Destinis Čajld je objavila da će se svaka od pevačica posvetiti i individualnom radu i pojedinačnim albumima. Već 2002. godine Vilijamsova je izdala svoj solo album „Heart to Yours“ koji je predstavljao moderno izdanje crkvene (engl. gospel) muzike. Istog dana kada se pojavio ovaj album i grupa Destinis Čajld je objavila svoju oficijelnu autobiografiju - Soul Survivors. Sa druge strane, Keli Rouland je učestvovala sa reperom Nelijem (engl. Nelly) u pesmi „Dilema“ (engl. Dilemma) za koju je dobila i nagradu Gremi i postala je prva članica grupe koja je imala broj-jedan singl na američkoj top listi. Bijonse je za to vreme glumila u filmu „Austin Powers in Goldmember“ sa glumcem Majk Majers-om (engl. Mike Myers) i snimila pesmu „Work It Out“ namenski za ovaj film.
Kako bi kapitalizovala na uspehu koji joj je donela pesma „Dilema“, Keli Rouland je objavila svoj prvi solo album „Simply Deep“ koji je ubrzo postao broj jedan na „Engleskoj Listi Najboljih Albuma“. Najuspešniji od sva tri solo projekta članica grupe Destinis Čajld je bio album „Dangerously in Love“ koji je bio album prvenac za Bijonse. On je dospeo na mesto broj jedan Billboard 200 liste sa 317 000 kopija. Pesme kao što su „Crazy in Love“, „Me, Myself and I“, i „Naughty Girl“ su proslavile ovaj album za koji je Bijonse dobila pet Gremi nagrada za jedno veče.
U junu 2003. godine, Mejtu Noulz je objavio će se grupa Destinis čajld proširiti za još jednog člana i to mlađom sestrom Bijonse (Solanž Nouls), koja se prethodno pojavljivala na koncertima Destinis Čajld i sa kojom su snimili par pesama. Kasnije je objavljeno da je ova ideja plasirana samo kako bi se videla reakcije publike. Bijonse je kasnije potvrdila da se Solanž neće pridružiti grupi i najavila solo album njene mlađe sestre „Solo Star“.

### 2004—2005 Album „Destiny Fulfilled“ i finalna izdanja
Tri godine posle razilaženja, članovi grupe Destinis Čajld su se okupili kako bi snimili njihov četvrti i poslednji studijski album, „Destiny Fulfilled“ koji je imao više "tvrđeg" i „urbanijeg“ zvuka. Svaka članica benda je jednako učestvovala na ovom albumu tako da je svaka imala svog udela u pisanju tekstova ali i producentskom poslu.
Ovaj album se pojavio 15. novembra 2004. i nije uspeo da dostigne uspeh albuma „Survivor“ koji je bio prodat za više od 200 000 primeraka u prvoj nedelji u odnosu na „Destiny Fulfilled“. I pored toga, ovaj album je dobio tri puta platinasti sertifikat, i bio je prodat u preko devet miliona primeraka širom svetra. Četiri singla su se pojavila sa ovog albuma: „Lose My Breath“, „Soldier“, „Cater 2 U“ i „Girl“. U sklopu promocije ovog albuma grupa je krenula u svetsku turneju pod nazivom “Destiny Fulfilled...and Lovin’ it Tour”. U Barseloni pred 16 000 ljudi grupa je objavila svoje zvanično razilaženje. Destinis Čajld su tvrdili da naziv „Destiny Fulfilled“ nije bila slucajnost. U pismu koje su poslali televiziji MTV bile su pomenute neke od stvari kao što su: „Da je grupa bila zajedno od njihove devete godine, na turnejama od četrnaeste. I da su posle puno diskusija, dubokog razmišljanja, shvatile da im je njihova poslednja turneja omogućila da napuste grupu na pravi način. Ipak, ujedinjene i kao veliki prijatelji. Osećali su veliko poštovanje prema njihovim fanovima, muzici i jedne prema drugima. Posle toliko vremena zajedno, one su odlučile da je vreme da svaka od njih započne da ispunjava lične ciljeve i da će uvek pomagati međusobno, kao prijateljice i kao sestre.“
Kompilacija sa njihovim najvećim hitovima se pojavila 2005. godine i imala je naziv „#1's“. Na njoj su se između ostalih pojavile pesme kao što su „Stand up for love“ koja je snimljena za Svetski Dan Dece (engl. Children’s Day) i „Check on it“ koju je Bijonse snimila za film Pink Panter (engl. The Pink Panther). . Uz ovu kompilaciju se pojavio i DVD disk sa sedam video spotova i trejler sa koncerta „Destiny’s Child: Live in Atlanta“. Ova kompilacija je dospela i na prvo mesto liste Billboard 200 sa prodajom od 113 000 primeraka u prvoj nedelji.

### 2006—2008: Raspuštanje benda i individulani projekti
Članice grupe Destinis čajld su se okupile na oproštajnom nastupu 2006. godine, na NBA All-Star utakmici u Hjustonu. Tom prilikom Bijonse je izjavila da su „snimile poslednji album, ali da ovo nije bio poslednji nastup“. Njihov poslednji nastup koji se pojavio na televiziji je bio za vreme humanitarnog koncerta Fashion Rocks u Njujorku u februaru iste godine. U martu, grupa je dobila zvezdu u „Holivudskoj ulici slavnih“ (engl. Hollywood Walk of Fame). Na dodeli BET nagrada (engl. BET Awards) grupa je osvojila nagradu za „najbolju grupu“.
Svaka od članica benda Destinis Čajld se posvetila individualnim projektima uključujući i nekadašnju članicu Le Toju Laket. Njen prvi album je pojavio 2006. godine pod nazivom „LeToya“. Bijonse Noulz je igrala u filmovima The Pink Panther i Dreamgirls koji je bio adaptacija Brodvejskog hita iz 1981. godine koji se bavio grupom Suprims (engl. The Supremes) koja je bila sastavljena od devojaka. Inspirana ulogom u ovom filmu, Bijonse je snimila njen drugi album B’Day, koji je izdat u septembru 2006. godine. U video spotu za njen drugi singl sa ovog albuma „Get Me Bodied“ pojavile su se i bivše članice grupe Destinis čajld Keli Rouland, Mišel Vilijams ali i mlađa sestra Solanž Noulz. Ovaj klip se pojavio na video albumu „B’Day Anthology“ u aprilu 2007. godine. Iste godine Keli Rouland je izdala njen drugi album „Ms. Kelly“.
Na BET dodeli nagrada 2007. godine grupa je organizovala mini-okupljanje kada je Bijonse nastupila sa njenih hitom „Get me Bodied“ i kada su na sceni pojavile Mišel Vilijams, Solanž Noulz i Mo-Nik (engl. Mo’Nique). Na turneji „The Beyonce Experience“, u Las Vegasu, Bijonse je otpevala deo pesme „Survivor“ sa Keli i Mišel. Sledeće što je uradila Bijonse je bilo to što je snimila pokrivalicu za pesmu Bilija Džoela (engl. Billy Joel) „Honesty“ koja se našla na albumu Metju Noulz/Svet Muzike (engl. Matthew Knowles/Music World) koji je bio izdat u Japanu povodom desetogodišnjice grupe Destinis Čajld. Treći album „Unexpected“ koji je snimila Mišel Vilijams se pojavio u oktobru. 2008. U novembru Bijonse je snimila i njen treći album „I Am...Sasha Fierce“.

## Filantropija
Producent Dejvid Foster (engl. David Foster) i njegova ćerka Ejmi Foster-Žiliz (engl. Amy Foster-Gillies) zajedno sa Bijonse su napisali pesmu “Ustanite za ljubav“ (engl. Stand Up For Love) koja je postala himna Svetskog dana dece (engl. Children’s Day), događaja koji se dešava svake godine kako bi se skupilo dovoljno novca za finansiranje projekata koji pomažu decu i kako bi se skrenula pažnja na sve probleme koje deca širom sveta imaju. U poslednje tri godine je skupljeno preko 50 miliona dolara putem raznih događaja u kojima su učestvovale članice grupe Destinis Čajld u organizaciji Ronald „McDonald House Charities“ i drugih organizacija.. 
Keli i Mišel su osnovale i fondaciju Survivor kojoj je glavni cilj bilo udomljavanje žrtava uragana „Katrina“(engl. Hurricane Katrina) sa područja Hjustona u Teksasu. Ova fondacija je proširila svoji misiju i na Noulz-Rouland centar za mlade (engl. Knowles-Rowland Center For Youth) koji je pružao višenamensku pomoć svim mladim ljudima. U periodu posle terorističkog napada na Bliznakinje u Njujorku, grupa Destinis Čajld je otkazala sve koncerte u Evropi i nastupala je na humanitarnim događajima koji su se organizovali povodom prikupljanja pomoći za sve pogođene ovim nemilim događajem.

## Stil i teme pesama
Pesme grupe Destinis Čajld su bile urbanog, modernog stila koji je bio vezan za R&B žanr muzike koji je odisao i dens-pop (engl. Dance-pop)) ritmovima. Prema navodima članica grupe Destnis Čajld, pevačica Dženet Džekson (engl. Janet Jackson) je imala veliki uticaj na muziku koju su stvarale. En Pauers (engl. Ann Powers) iz Njujork tajmsa (engl. The New York Times) je opisala njihovu muziku kao „osvežavajuću i punu emocija“. Ono što je karakteristično za njih su refreni puni energije koji su u pojedinim trenucima glasni ali i umilni tonovi u melodičnijim pesmama.
Naročito u baladama, članice grupe su uspevale da harmonizuju njihove vokale. Obično bi svaka od njih otpevala jednu strofu pesme, a zatim bi dodala jednu reč ili frazu u refrenu. Svako je „nosio“ deo pesme, i to se naročito može primetiti na albumu Survivor, na kome je svaka od njih imala svoju pesmu i upravljala melodijom. Bijonse je smatrala da je grupa dovoljno ozbiljna vokalno ali i mentalno i da je to bilo samo moguće kada su pevale zajedno. Ipak, Bijonse je sama otpevala dve pesme a to su bile „Brown Eyes“ i „Dangerously in Love“. Glavne teme pesama grupe Destinis Čajld su bili odnosi između muškarca i žene, pesme o mogućnostima i uticajama žena kao i pesme o sestrinstvu i jedinstvu. Poruke iz pesama sa albuma „Survivor“ je publika interpretirala kao način da se razreše interni konflikti. Bijonse je jednom prilikom izjavila da je pesma “nastala u teškim vremenima, kada je grupa prolazila kroz mnogo toga ali i da su sve kompikacije kroz koje je grupa prolazila u poslednjih 10 godina samo još više ojačale sestrinske odnose između njih.“ Reči istoimene pesme koja je otvoreno „upirala“ prst na članice grupe koje su napustile bend (pesma je govorila o lažima u javnosti, na radiju, časopisima, u porodici) su nagnale Le Toju Laket i La Taviju da pokrenu krivični postupak prostiv ostalih članica benda sa pretpostavkom da su prekršile dogovor koji je bio do tada postignut na sudu. Odgovor na proces samog suđenja, prema navodima kritičara Dejvid Braun-a (engl. David Brown) iz časopisa Nedeljna Zabava (engl. Entertainment Weekly) je stigao sa pesmom „Fancy“ u kojoj jedan stih opisuje Le Toju i La Taviju kao osobe koje su oduvek želele da se takmiče sa ostatkom grupe i da pronađu svoj identitet. Album Survivor je povukao i dosta negativnih kritika i opisan je kao „nedovršen i preuranjen album o neizbežnim bolovima koji su pogodili muziku grupe Destinis Čajld“.

## Imidž benda u javnosti
Destinis Čajld su često poredili sa grupom Suprims iz 1960-tih godina i naročito posle uloge koju je dobila Bijonse i kada joj je bio zadatak da glumi lik glavne pevačice benda Suprims, Dajane Ros (engl. Diana Ross). Bijonse je negirala ove navode. Ono što je bilo pomalo ironično u celoj priči je sledeća uloga koju je imala Bijonse, a to je bila uloga vodeće pevačice benda Drims (engl. The Dreams) u filmu Dreamgirls koji je bio baziran na muzici u delu upravo grupe Suprims.
Posle velike producentske uloge na albumu Survivor, Bijonse Noulz je „iskočila“ kao dominantna figura grupe Destinis Čajld sa njenim velikim vokalnim talentom ali i uticajem na javnost. Lola Ogunaik (engl. Lola Ogunnaike) iz Njujork tajmsa je izjavila da je postojalo duboko ukorenjeno verovanje u muzičkoj industriji da je Destinis Čajld bila samo odskočna daska za solo karijeru Bijonse Noulz.
Posle albuma „Dangerously in Love“ krenule su da se šire vesti o mogućem raspadu grupe pošto je svaka od članica imala mnogo uspeha u individualnim projektima. Ovakve priče su često bile u poređenju sa Džastin Timberlejkom (engl. Justin Timberlake) koji se nije vratio bendu En Sink (engl. NSYNC) posle njegovog prvog albuma, „Justified“. Grupa je nekoliko puta objavila da će se desiti ponovno okupljanje svih članica i da njihova privrženost jedne prema drugoj ono što ih je držalo zajedno.
Tina Noulz, majka Bijonse Noulz, je napisala knjigu 2002. godine pod nazivom "Bootylicious Fashion", "Beauty and Lifestyle Secrets From Destiny's Child", sa glavnom porukom o tome kako je moda imala veliki uticaj na uspeh grupe Destinis Čajld.

## Diskografija
| Studijski albumi - Destiny's Child (1998) - The Writing's on the Wall (1999) - Survivor (2001) - Destiny Fulfilled (2004) Drugi albumi - 8 Days of Christmas (2001) - This Is the Remix (2002) - #1's (2005) | Video izdanja - The Platinum's on the Wall (2001) - Destiny's Child World Tour (2003) - Destiny's Child Fan Pack (Wal-Mart Exclusive) (2004) - Destiny's Child Fan Pack 2 (Wal-Mart Exclusive) (2005) - Destiny’s Child: Live in Atlanta (2006) |

## Spoljašnje veze
- [http://www.destinyschild.com
- [http://www.discogs.com/artist/Destiny's+Child .
- Destiny's Child na sajtu  (jezik: engleski) .